# Théodore-Joseph Boudet de Puymaigre
Théodore-Joseph Boudet de Puymaigre (1816-1901) est un homme de lettres français du XIXe siècle. Il est notamment l'auteur des Chants populaires recueillis dans le pays messin

## Biographie
Fils d'un gentilhomme honoraire de la chambre de Charles X, le comte Jean François Alexandre Boudet de Puymaigre (1778-1843), Théodore-Joseph Boudet naît à Metz, le 17 mai 1816. Le jeune Théodore se prépare à une carrière militaire, mais la révolution de 1830 contraint sa famille à voyager à l'étranger. De retour d'Italie, sa famille s'installe en 1832 à Inglange, près de Thionville. Il épouse Marie-Caroline Pyrot de Crépy.
Devenu rédacteurs de la Gazette de Metz et de la Lorraine, Théodore-Joseph Boudet publie de nombreux articles, dans cette revue et dans la revue L’Austrasie. Il publie également sous son nom, ou sous le pseudonyme de « baron de Blumgarten » des ouvrages sur la littérature italienne, puis sur la littérature castillane. Comme Ernest Auricoste de Lazarque, il se tourne ensuite vers la culture populaire régionale, s'intéressant en particulier à la poésie populaire mosellane.
Après le traité de Francfort, qui annexe une partie de la Lorraine à l'Allemagne, Théodore-Joseph Boudet de Puymaigre opte pour la nationalité française et émigre à Paris. Le comte de Puymaigre décède à Paris 7e le 30 mai 1901,, mais se fera inhumer en Moselle dans le caveau de l'antique chapelle d'Inglange. Il est le père du lieutenant-colonel Henri François Joseph Boudet de Puymaigre (1858-1940).

## Publications
- Il Bugiale, romans et nouvelles, Paris, 1837.
- « La Prima donna di San-Carlo » in L'Austrasie, Metz, 1840.
- « Virgile au Moyen Âge » in Revue des questions historiques, Metz.
- Jeanne D'Arc, , tragédie, Paris, 1843.
- Poètes et romanciers de la Lorraine, Pallez et Rousseau, Metz, 1848
- Les prophéties de Virgile, Metz, 1849.
- De la souveraineté héréditaire et de la souveraineté nationale, Metz, 1852.
- Les cœurs sensibles, (comédie en vers) Metz, 1854.
- Poètes et romanciers de lorraine, Metz.
- Les vieux auteurs castillans, Metz 1861-62 puis Paris, 1888 –90.
- Chants populaires recueillis dans le pays messin, Metz, 1865 et paris, 1881.
- Heures perdues, poésies, Metz 1866 et Paris 1894.
- Le victorial, chroniques de don pedro Nino, traduit de l'espagnol, Paris, 1867.
- Les jours néfastes de la France, Paris
- La cour littéraire de Juan II roi de Castille, Paris, 1873.
- Petit romancero (vieux chants espagnols), Paris, 1878.
- Romanceiro (vieux chants portugais), Paris, 1881.
- Folk-lore, Paris, 1885.
- Souvenirs sur l'émigration, l'Empire et la restauration, par le comte Alexandre de Puymaigre publiés par son fils, Paris, 1884.
- Notices généalogiques sur la famille Boudet de Puymaigre, Metz, 1887.
- Vieilles nouvelles, Paris, 1887.
- Jeanne D'Arc au théâtre, Paris 1890.
- « La Geste de Fernand Gonzalez » in Revue des questions historiques, janvier 1890, Paris, 1890.
- Un Prétendant au trône de France, Giannino Baglioni, aux bureaux de la Revue, Paris, 1895.